# 死人の声をきくがよい
『死人の声をきくがよい』（しびとのこえをきくがよい、You will hear the voice of the dead）は、ひよどり祥子による日本のホラー漫画。『チャンピオンRED』（秋田書店）にて、2011年12月号に読み切りが掲載された後、短期連載を経て本格連載に移行し、2019年2月号まで連載。
死んだ人間の姿を見ることが出来る少年、岸田純を主人公とし、幼馴染の幽霊少女・早川と共に奇怪な事件、人々の心の闇を描く。全体的に暗い色調で描かれたホラー漫画で、幽霊が見える少年が様々な怪異に遭遇し、そのたびに幽霊となった幼馴染の少女に助けられるというのが基本的な構成になっている。主人公は幽霊や怪生物だけでなく、人間が引き起こした事件にも巻き込まれるほか、異星人が登場する物語もある。
加えて、本作においてはゴアシーンが多いという特徴がある。
担当の編集者から「女の子をいっぱい出す」「タイトルをラノベっぽく」という指示を受け、「主人公の男の子が幼なじみの幽霊やいろんな女の子に囲まれてキャッキャウフフな内容の作品をホラーマンガ家が描い」て出来上がったのが本作である。
また、ホラーの場合、主人公は無個性なほうが扱いやすいというひよどりの判断から、主人公もぼんやりとしたキャラクターに設定された。

## あらすじ
生まれついての霊感体質のせいで、昔からろくな目に遭ってこなかった岸田純は、行方不明になった幼馴染の少女・早川涼子の霊を見る。霊に導かれて彼女の死体を発見した後も早川は姿を現し、怪事件に遭遇する岸田を何度も助けてきた。しかし岸田は、とある事件で知り合った少女・魔子に、早川をこの世に引き止めているのは岸田自身だと告げられる。

## 登場人物
岸田 純（きしだ じゅん）
本作の主人公。高校1年生。顔立ちは整っているが、どこかぼんやりしたような表情が多い少年。小柄で病弱。怪異に近づくと鼻血が出る体質。霊感体質で、幼いころから霊が見えていたが霊との会話はできないため、彼らが伝えようとしていることを正確に受け取れないことも多い。危難に遭遇してもそれを退ける能力もないので、何度も危機に陥っている。
幼馴染の早川とは小さいころは「じゅんくん」「りょーちゃん」と呼び合うなど仲が良かったが、大きくなるにつれ疎遠になっていった。早川の幽霊と行動を共にするようになってからオカルト絡みの出来事や猟奇的な事件にたびたび巻き込まれ、式野から都合良く利用されることも多いが、早川の助けもあって最悪の事態は免れている。
早川 涼子（はやかわ りょうこ）
岸田の幼馴染で、黒いストレートの髪を長く伸ばし、セーラー服を着た女の子。事件に巻き込まれて死亡した後、幽霊となって岸田の周辺に出没し、何かを伝えようとしたり、岸田の身に迫る危険を教えたりするようになる。幽霊となった早川は無表情だが、無感情ではないようでたまに動作でアピールしている。生前はそれなりに表情豊かな少女であったことが、過去のシーンや残された写真などから窺える。
式野（しきの）
岸田と同じ学校に通う女子生徒。美人でスタイルも良いが性格は悪く、軽はずみに事件や怪異に首を突っ込み、物事を自分に都合よく解釈し、自分が助かるために平然と他人を利用する。もともとは郷土史研究会の会長を務めていたが、離島で発生した怪事件に遭遇して以来、オカルトに興味を持ち、郷土史研究会をオカルト研究会に改め、引き続き会長を務める。オカルト絡みの事件に巻き込まれ易い岸田を気に入り、魔子と会っている写真をネタに退部しないように脅迫しているが、危険に見舞われれば岸田を犠牲にして自分が助かろうとする場面も多々見られる。
小泉（こいずみ）
岸田の友人。メガネをかけた大柄な体格の男子生徒。式野に惚れており、式野に気に入られている岸田に嫉妬心を抱く。妹のあいかが岸田に惚れており、おませな言動を心配している。
ラリヴェ夏希（ラリヴェなつき）
岸田の母親。占星術師をしているが、霊感は無い。
魔子（まこ）
ダーク系アイドル。憑依体質で、ふとしたきっかけで霊に取り憑かれてしまうことがある。幽霊となった早川の姿が見えるため、その縁で岸田とはよく会っている。本人に非はないものの、様々な事件に巻き込まれたせいで、仕事を干されてしまっている模様。
江口（えぐち）
自宅での怪事件を岸田に相談しに来た女生徒。事件後、オカルト研究会に入会。岸田に好意を抱いているような描写があったが、とある事件に巻き込まれて殺されそうになったことをきっかけに退会し、テニス部に移籍。移籍先のテニス部でも事件に巻き込まれ、その後は茶道部に移籍。散々酷い目に遭っているのでオカルト現象は忌避しているが、岸田のことは相変わらず好きらしく、茶道部でも度々話題に出しているとのこと。
日枝（ひえだ）
オカルト研究会の新入会員。髪を長く伸ばした、長身で痩せぎすな男子生徒。会のイベントへの参加頻度は多くなく、参加しても危険に巻き込まれるケースは少ない。
ゴースト
巷を騒がす殺人鬼。複雑な殺人を行っているにもかかわらず指紋などあらゆる痕跡を残さない。作中で描かれている限りでは、犯行時は髑髏の仮面とフード付きパーカーを身に着ける。
その正体は、岸田の家の近所のコンビニでバイトをしているベリーショートの少女（本名不明）。どうやら予知能力の類を持っている模様。殺人行為に関しては、彼女が「神」と称する何らかの存在による啓示によって行われ、罪悪感は抱いていない。ただし、神の啓示以外の殺人は悪と認識している。普段は生気のない顔をしているが、神の啓示を受けた時などは嬉々とした表情になり、瞳に髑髏のマークが浮かび上がる。
ある時岸田とリンクするようになり、彼に姿を見せないままコンタクトをとってきたが、彼を実際に目にしてから熱烈な愛情を示すようになる。それ以来、信仰心と恋心の狭間で揺れており、普通の生活を送るのも悪くないとも思ってしばらく殺人を控えていた様子。なお、岸田の方はうっすら彼女をゴーストではないかと疑っている程度で、恐々としている。
当初は1回限りの登場人物の予定だったが、担当者に気に入られたため、その後もたびたび作中で活躍することになった。

## 書誌情報
第2巻以降は各巻にサブタイトルが付いている。
- ひよどり祥子 『死人の声をきくがよい』 秋田書店〈チャンピオンREDコミックス〉、全12巻
  1. 2012年8月20日発売 ISBN 978-4-253-23248-7[注 6]
  2. みんな死ぬ!!編 2013年7月8日発売 ISBN 978-4-253-23289-0
  3. ここが地獄だ!!編 2013年12月20日発売 ISBN 978-4-253-23290-6
  4. 2km先まで血の海!!編 2014年7月18日発売 ISBN 978-4-253-23519-8
  5. 生首列島を往く!!編 2014年12月19日発売 ISBN 978-4-253-23520-4
  6. 放課後のはらわた!!編 2015年7月17日発売 ISBN 978-4-253-23521-1
  7. みるみる寿命がちぢむ!!編 2016年1月20日発売 ISBN 978-4-253-23522-8
  8. 墓地裏の青春!!編 2016年7月20日発売 ISBN 978-4-253-23523-5
  9. どう考えても助からない!!編 2017年2月20日発売 ISBN 978-4-253-23524-2
  10. 週末のアポカリプス!!編 2017年9月20日発売 ISBN 978-4-253-23525-9
  11. あいつは殺しのホームラン王!!編 2018年7月20日発売 ISBN 978-4-253-23691-1
  12. 今度こそみんな死ぬ!!編 2019年2月20日発売 ISBN 978-4-253-23692-8

## 評価
ニュースサイト「ダ・ヴィンチ」の五十嵐大は、岸田を取り巻く女たちが、恋愛ゲーム並みに個性的な設定を持っていると評価し、ハーレム漫画としての一面をもつと述べている。